# ГЕС Паравані
ГЕС Паравані — гідроелектростанція на півдні Грузії. Використовує ресурс із річки Паравані, яка дренує однойменне озеро та впадає праворуч до Мткварі (грузинська назва Кури, яка належить до басейну Каспійського моря).
В межах проєкту річку перекрили водозабірною греблею заввишки 5 метрів, яка спрямовує ресурс у прокладений через лівобережний масив дериваційний тунель завдовжки 13,8 км. Останній прямує в обхід каньйону Паравані та виходить до долини Мткварі дещо вище від устя Паравані. На завершальному етапі після запобіжного балансувального резервуара до наземного машинного залу спускається напірний водовід завдовжки 1 км.
Основне обладнання станції становлять дві турбіни типу Френсіс потужністю по 45 МВт (загальна номінальна потужність станції 85,8 МВт). При напорі у 391 метр вони повинні забезпечувати виробництво 451 млн кВт-год електроенергії на рік.
Видача продукції відбувається по ЛЕП, розрахованій на роботу під напругою 220 кВ.
Інвесторами проєкту через компанію Georgia-Urban Enerji були турецька Anadolu Kafkasya Enerji Yatırımları Anonim Şirketi (90%) та Європейський банк реконструкції та розвитку (10%). Введення станції у експлуатацію припало на 2014 рік.